# Glyptoscapus pallidulus
Glyptoscapus pallidulus är en skalbaggsart som först beskrevs av White 1855. Glyptoscapus pallidulus ingår i släktet Glyptoscapus och familjen långhorningar.
Artens utbredningsområde är Panama. Inga underarter finns listade i Catalogue of Life.